# Пісенний конкурс «Євробачення-2017» (монета)
«Пісе́нний ќонкурс „Євроба́чення-2017“» — пам'ятна монета номіналом 5 гривень, випущена Національним банком України, присвячена роведенню 62-го пісенного конкурсу Євробачення-2017 в Україні.
Монету введено в обіг 11 травня 2017 року. Вона належить до серії «Інші монети».

## Опис монети та характеристики
| Номінал грн. | Метал      | Маса, г | Діаметр, мм | Якість виготовлення       | Гурт     | Тираж, штук |
| ------------ | ---------- | ------- | ----------- | ------------------------- | -------- | ----------- |
| 5            | нейзильбер | 16,54   | 35,0        | спеціальний анциркулейтед | рифлений | 40 000      |

### Аверс
На аверсі монети розміщено: у центрі на дзеркальному тлі — малий Державний Герб України, під яким напис «УКРАЇНА», номінал «5/ГРИВЕНЬ», рік карбування монети «2017», логотип Банкнотно-монетного двору Національного банку України (унизу ліворуч); угорі півколом стилізовану композицію: панорама міста, на якій зображено Архістратига Михаїла та напис «КИЇВ».

### Реверс
На реверсі монети зображено офіційний слоган та логотип пісенного конкурсу «Євробачення-2017»: кольорове намисто, у центрі якого синьо-жовте серце, а також написи «EUROVISION SONG CONTEST KYIV 2017» та «CELEBRATE DIVERSITY» (Шануймо розмаїття).

Частину монет із загального тиражу було випущено у буклетах
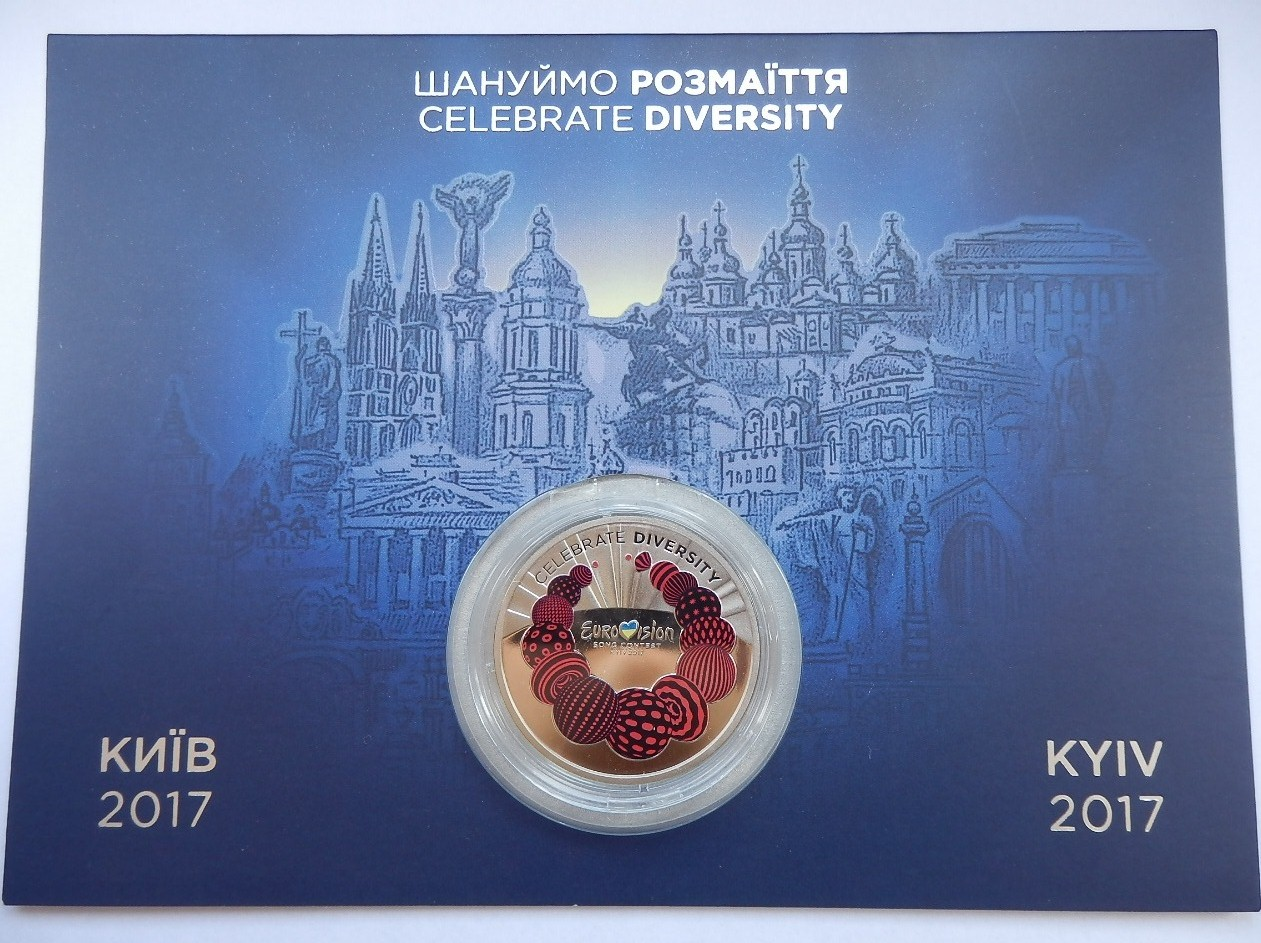
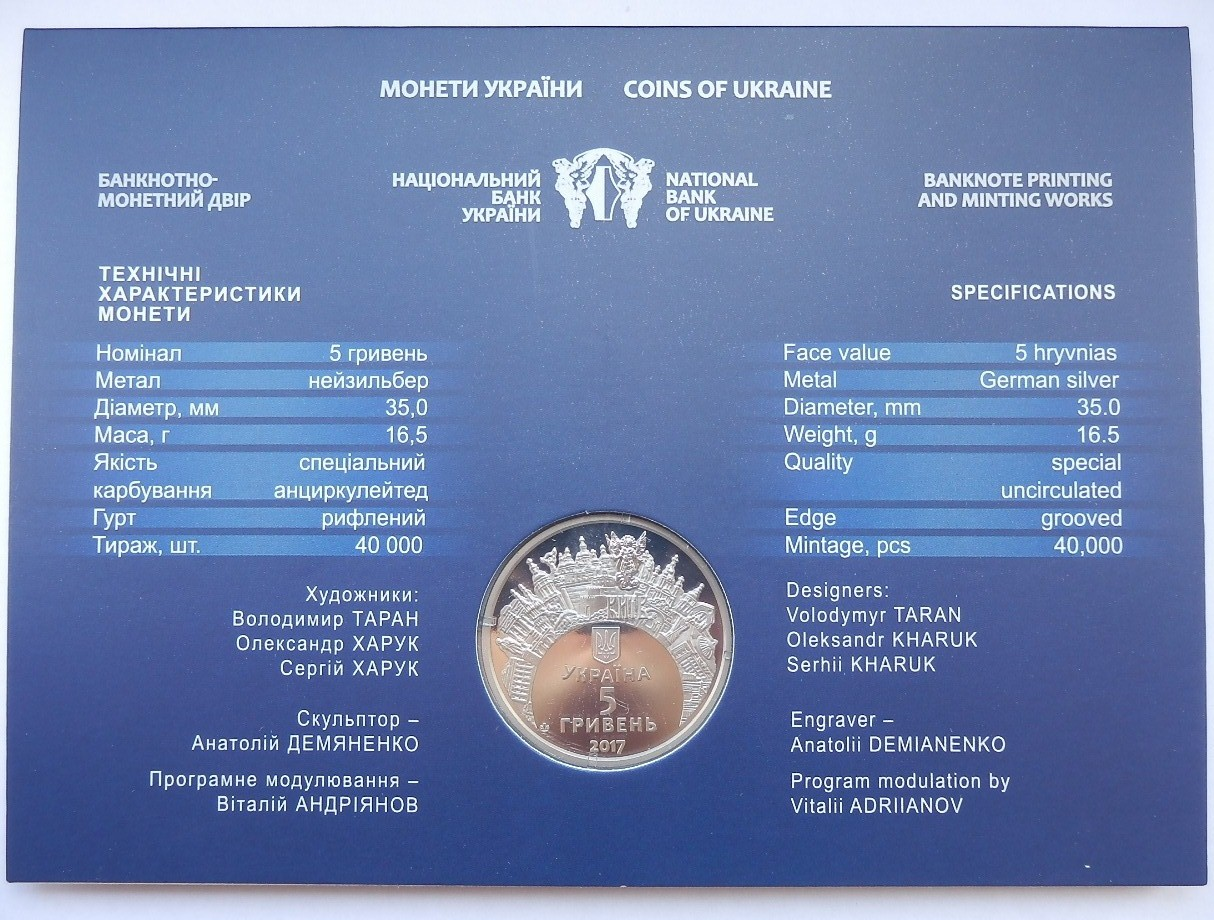

## Автори

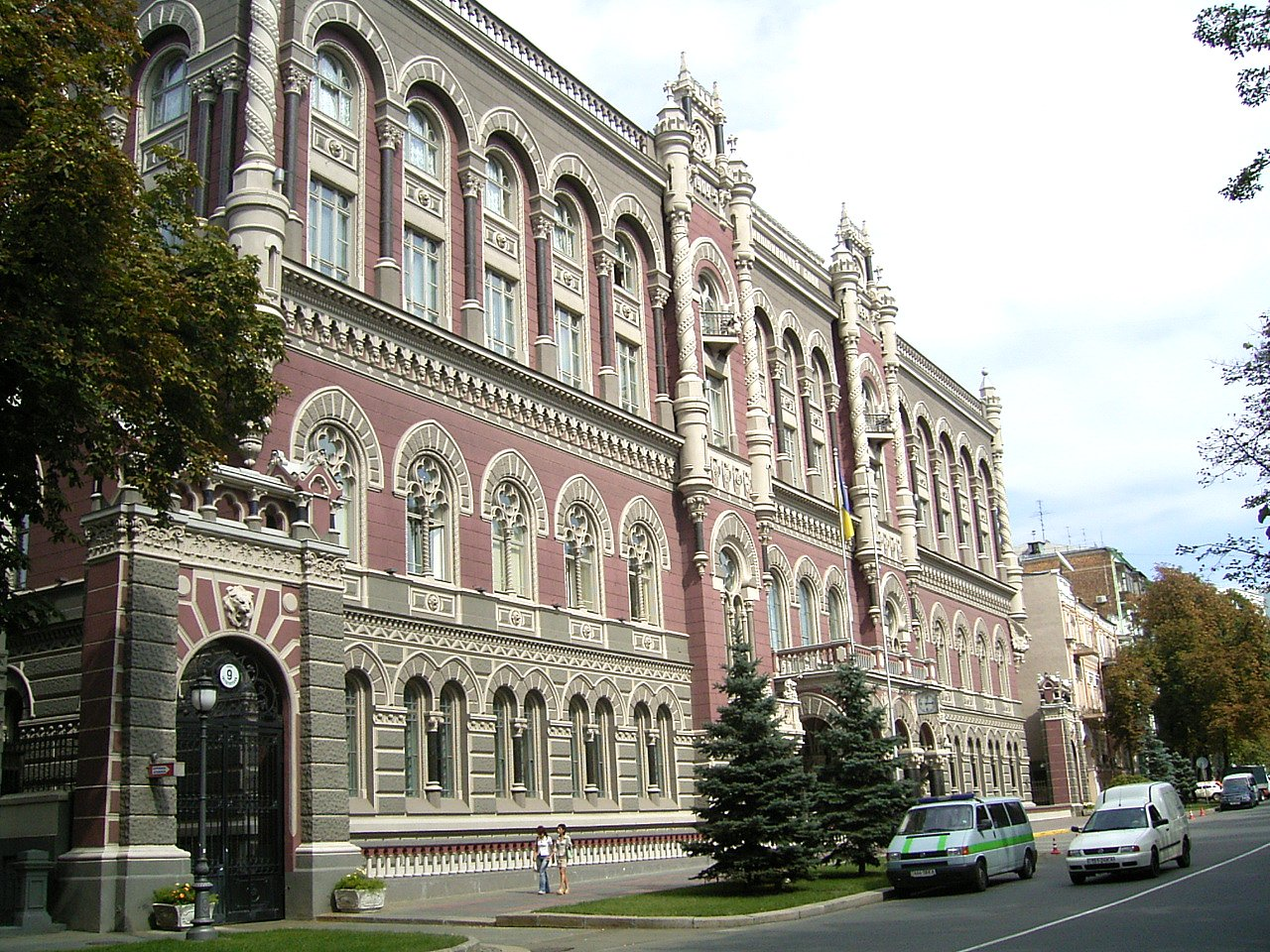
Будівля Національного банку України

- Художники: Таран Володимир, Харук Олександр, Харук Сергій.
- Скульптор — Демяненко Анатолій.

## Вартість монети
Під час введення монети в обіг 2017 року, Національний банк України реалізовував монету через свої філії за ціною 46 гривень.
Фактична приблизна вартість монети, з роками змінювалася так:
| Рік        | 2018 | 2019 | 2020 | 2021 | 2022 | 2023 | 2024 | 2025 |
| ---------- | ---- | ---- | ---- | ---- | ---- | ---- | ---- | ---- |
| Ціна, грн. | 150  | 145  | 150  | 200  | 330  | 520  | 650  | 690  |